# Obanazawa
Obanazawa (尾花沢市, Obanazawa-shi) est une ville de la préfecture de Yamagata au Japon.

## Géographie

### Situation
Obanazawa est située dans une vallée des monts Ōu, dans le nord-est de la préfecture de Yamagata, dans le nord de l'île de Honshū.

### Démographie
Lors du recensement national de 2010, la population s'élevait à 18 901 habitants, répartis sur une superficie de 372,32 km2 (densité de population de 51 hab./km2). En juin 2022, elle était de 14 669 habitants.

### Hydrographie
Obanazawa est bordée par le fleuve Mogami à l'ouest.

## Histoire
La région d'Obanazawa faisait partie de l'ancienne province de Dewa. Après le début de l'ère Meiji, la région est devenue une partie du district de Kitamurayama de la préfecture de Yamagata.
Le village moderne d'Obanazawa est créé le 1er avril 1889 et a été élevé au statut de bourg le 26 juillet 1897. Obanazawa obtient statut de ville le 10 avril 1959.

## Culture locale et patrimoine
Obanazawa est connue pour son onsen de Ginzan, très prisé en hiver quand il est recouvert de neige. 

## Transports
Obanazawa est desservie par la ligne Shinkansen Yamagata à la gare d'Ōishida, située dans le bourg voisin d'Ōishida. Elle est également desservie localement par la ligne principale Ōu.